# Fredensborg (Wyspy Dziewicze)
Fredensborg – miejscowość na Wyspach Dziewiczych Stanów Zjednoczonych; na wyspie Saint Croix; 600 mieszkańców (2006). Ośrodek turystyczny.